# 西巴厘島國家公園
8°8′S 114°29′E / 8.133°S 114.483°E

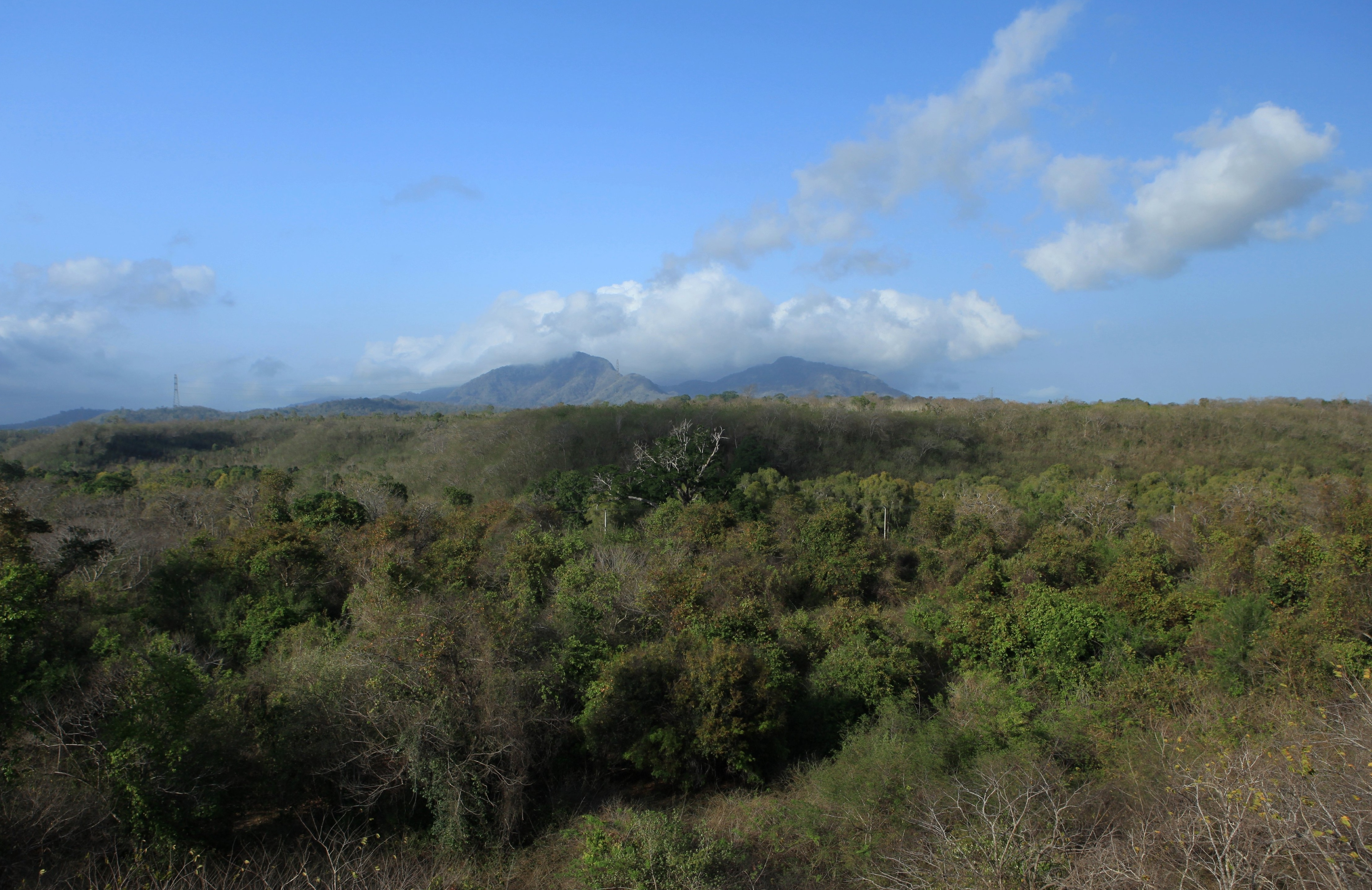

西巴厘島國家公園是印尼的國家公園，位於巴厘島，處於布勒冷縣，成立於1995年，面積190平方公里，有爪哇野牛、鬣鹿、赤麂、野豬、豹貓等野生動物棲息。